# Agostino Rovere
Agostino Rovere (Monza, 1804 – New York, 1865) è stato un basso italiano.
Dopo avere studiato a Milano, debuttò nel 1826 al Teatro dell'Opera di Pavia. Nel 1828 interpretò la parte di Clemente nella prima mondiale di Bianca e Fernando di Vincenzo Bellini al Teatro Carlo Felice di Genova. Nel 1839 cantò nel ruolo di Pedrigo nella prima mondiale di Gianni di Parigi di Gaetano Donizetti al Teatro alla Scala di Milano. Tornò in quel teatro lo stesso anno per creare il personaggio di La Rocca nella prima mondiale di Un giorno di regno di Giuseppe Verdi. Nel 1842 fu il Marquis de Boisfleury nella prima rappresentazione di Linda di Chamounix di Donizetti al Theater am Kärntnertor di Vienna. Nel 1847 e nel 1848 fu impegnato con la Royal Opera House di Londra dove interpretò Bartolo ne Le nozze di Figaro di Mozart, Don Magnifico in La Cenerentola di Gioachino Rossini, Dulcamara ne L'elisir d'amore di Donizetti, Leporello in Don Giovanni di Mozart, Mustafà in L'italiana in Algeri di Rossini.

## Ruoli creati
- Pedrigo in Gianni di Parigi di Donizetti (10 settembre 1839, Milano)
- Il Signor la Rocca in Un giorno di regno di Verdi (5 settembre 1840, Milano)
- Il Marchese di Boisfleury in Linda di Chamounix di Donizetti (19 maggio 1842, Vienna)